# 蒙佩鲁 (阿韦龙省)
蒙佩鲁（法語：Montpeyroux，法語發音：[mɔ̃peʁu]）是法国阿韦龙省的一个市镇，属于罗德兹区。

## 地理
蒙佩鲁（44°38'24"N, 2°48'39"E）面积61.71 平方千米，位于法国奧克西塔尼大區阿韦龙省，该省份为法国南部内陆省份，位于法國中央高原南部，北起顺时针与康塔爾省、洛泽尔省、加尔省、埃罗省、塔恩省、塔恩-加龙省和洛特省接壤。
与蒙佩鲁接壤的市镇（或旧市镇、城区）包括：勒凯罗勒、孔东多布拉克、库比苏、屈里耶尔、弗洛朗坦拉卡佩勒、拉约勒、勒奈拉克、圣阿芒德科、苏拉日博讷瓦勒。

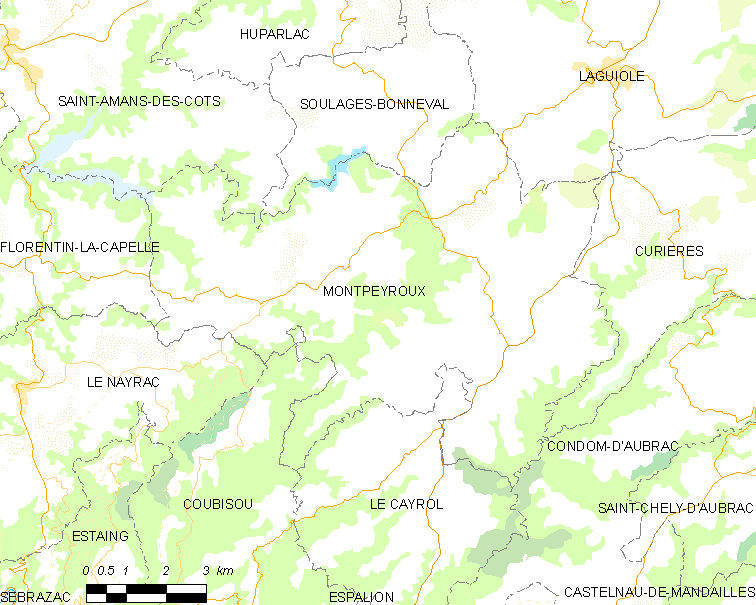
的OSM定位图

蒙佩鲁的时区为UTC+01:00、UTC+02:00（夏令时）。

## 行政
蒙佩鲁的邮政编码为12210，INSEE市镇编码为12156。

## 政治
蒙佩鲁所属的省级选区为欧布拉克-卡尔拉代斯县。

## 人口

1962-2008年间人口变化图示

蒙佩鲁于2022年1月1日时的人口数量为519人。